# Т-95
Т-95 радни назив „Објект 195" је био пројекат будућег главног тенка Руске Федерације, али је 2010. године пројекат обустављен, с објашњењем да је прескуп, претежак и неперспективан.

## Производња и развој
Први прототип је направљен 1990. године и планирано је да буде пуштен у коришћење 1994. године, али, и поред инсистирања, овај тенк није био у употреби до маја 2010. године, када је отказан, а средства уложена у његов развој су преусмерена у модернизацију Т-90 тенкова.
Конкурентски пројекат „Објект 640" - „Црни орао" је такође обустављен, односно обустављено је финансирање тог пројекта, а произвођач Омсктрансмаш је банкротирао. Уралвагонмаш, носилац пројекта 195 је откупио сва права и цртеже конкурента, заједно са Омсктрансмашом. Тако се коначно објединила руска тенковска продукција, а нови перспективни пројекти, на бази универзалне гусеничне платформе Армата, биће представљени широј јавности на паради Победе 9. маја 2015. године.

## Прототипови
Направљено је по званичним извештајима свега 3 примерка Т-95 тенкова. Овај тенк је требао да замени главне руске тенкове Т-72 и Т-80 и да победи све тенкове НАТО-а и Западних сила. Неке карактеристике су преузете од Т-90 али и других руских тенкова, разлика је то што је у моделу Т-95 оклоп дебљи и јачи и развијена је беспилотна купола са делом за муницију одвојеним од посаде која броји 3 члана. По проценама тежина овог тенка је око 55 тона чиме може да парира тенковима попут Челенџера 2, Леопарда 2А7, М1А1 Абрамса и других. Један од прототипова је током теста прешао 15 000 км и испалио 287 метака. Вероватно је да овај нови тенк није испунио захтеве руског Министарства одбране.

## Карактеристике
Већина података везана за овај тенк је још увек спекулативне природе.
- Висина - исто као Т-72, Т-80 и Т-90
- Тежина - око 55 тона
- Топ - 152 mm (замењује класични 125mm)
- Секундарни топ - 30mm
- Опремљен новим системом управљања ватром

## Армата
Пошто је пројекат Т-95 тенка пропао 2010. године није нађена никаква алтернатива све до 2015. када је објављено стварање новог тенка "Армата" који има неке елементе дизајна Т-95 . Овај тенк је наоружан класичним 125мм топом. 